# Jessica Chastain
Jessica Michelle Chastain (Sacramento, 24 marzo 1977) è un'attrice e produttrice cinematografica statunitense.
Esordisce a teatro nel 1998 in Romeo e Giulietta, in seguito al quale ottiene una borsa di studio presso la prestigiosa Juilliard School di New York. Prima di intraprendere la carriera cinematografica ha continuato a lavorare nei teatri ed è apparsa in diverse serie televisive, per poi esordire sul grande schermo nel 2008 con il film Jolene.
Divenuta nota nel 2011 grazie al film The Tree of Life, vincitore della Palma d'oro al Festival di Cannes, e The Help, per quest'ultimo ha ricevuto la sua prima candidatura all'Oscar alla miglior attrice non protagonista e si è aggiudicata un Critics Choice Award e uno Screen Actors Guild Award per il miglior cast cinematografico. Nel 2012, grazie al ruolo da protagonista in Zero Dark Thirty, ha ottenuto la sua seconda candidatura all'Oscar alla miglior attrice e vinto il Critics Choice Award per la migliore attrice e il suo primo Golden Globe nella sezione migliore attrice in un film drammatico. Nel 2021 ha ricevuto il plauso della critica per la sua interpretazione di Tammy Faye nel biopic Gli occhi di Tammy Faye, per il quale ha vinto lo Screen Actors Guild Award per la migliore attrice cinematografica, il quarto Critics Choice Award e soprattutto il Premio Oscar alla migliore attrice protagonista alla sua terza candidatura complessiva. Nel 2023 si è aggiudicata il suo terzo Screen Actors Guild Award nella sezione migliore attrice in una miniserie o film per la televisione e ha ricevuto la sua prima candidatura al Premio Emmy nella medesima categoria per la sua interpretazione di Tammy Wynette nella miniserie George & Tammy. Nello stesso anno, ha ricevuto due candidature al Tony Award nella sezione migliore revival di un'opera teatrale e migliore attrice in un'opera teatrale per Casa di bambola a Broadway.
L'attrice è una convinta femminista e ha spesso affrontato il problema della parità dei sessi, dell'uguaglianza razziale e della discriminazione delle donne a Hollywood. Con lo scopo di promuovere la diversità nel cinema, ha fondato la società di produzione Franke Films e figura anche tra gli investitori della squadra di calcio femminile Angel City Football Club.

## Biografia
Figlia del musicista di origine spagnola Michael Monasterio e della chef vegana Jerri Chastain, nasce a Sacramento (California) da genitori adolescenti. Nessun padre fu indicato sul suo certificato di nascita, infatti cresce con la madre e il patrigno Michael Hastey, un pompiere che l'attrice considera il suo vero padre. Cresciuta in condizioni di povertà, la maggiore di cinque figli, tre sorelle e due fratelli. Una delle sue sorelle, affetta da una forte depressione, si suicidò a seguito di abuso di droghe nel 2003, mentre il padre biologico morì nel 2013 per le complicazioni di una bronchite.
Inizia a interessarsi alle arti drammatiche quando, all'età di sette anni, sua nonna la porta a teatro a vedere una rappresentazione del musical di Andrew Lloyd Webber Joseph and the Amazing Technicolor Dreamcoat. All'età di nove anni iniziò ad appassionarsi alla danza, partecipando regolarmente a spettacoli amatoriali con altri bambini e considerandosi la loro direttrice artistica.
Durante il liceo l'attrice soffrì molto, essendo un tipo solitario e considerandosi una disadattata, ma riuscì a trovare uno sfogo e una sua dimensione nella recitazione teatrale. Infatti durante l'adolescenza partecipò a diversi allestimenti shakespeariani, con la conseguenza di non riuscire a diplomarsi a causa delle troppe assenze. Successivamente conseguì un diploma per adulti. Dal 1996 al 1997 ha frequentato il Sacramento City College, durante il quale è stata membro del gruppo di discussione dell'istituto.
Nel 1998 fece il suo esordio a teatro in una produzione di Romeo and Juliet, messa in scena dalla Theatre Works, una società nella Bay Area di San Francisco, nel ruolo della protagonista. La produzione la portò a un provino per la Juilliard School di New York, dove venne accettata e ottenne una borsa di studio della fondazione di Robin Williams. Qui partecipò attivamente al dipartimento teatrale, prendendo parte a produzioni teatrali e progetti di film studenteschi e conseguì la laurea in Belle Arti nel 2003.

### Vita privata
Dopo una relazione iniziata nel 2012, il 10 giugno 2017 si è sposata con l'imprenditore Gian Luca, conte Passi de Preposulo, presso la Villa Tiepolo Passi a Carbonera (TV), in Italia. La coppia ha due figli nati da maternità surrogata.
Pur non avendo una fede specifica, ha dichiarato di credere in una religione d'amore, e di essere stata forse ispirata da Terrence Malick, per il quale ha lavorato in The Tree of Life. "Probabilmente lavorare con Malick ha aperto i miei occhi e il mio cuore nel comprendere che la fede è amore. Lavorare nel film è stato istruttivo, mi ha comunicato una tale umanità" ha affermato.

## Carriera
All'inizio della sua carriera si trasferì a Los Angeles e iniziò varie audizioni per dei lavori, ma non fu facile trovare dei ruoli adatti a lei, poiché, come le fu riferito, era difficile classificare una rossa con un aspetto non convenzionale. Chastain iniziò la sua carriera prendendo parte a diverse serie televisive prima di fare il suo esordio cinematografico. Cambiò il suo cognome con quello da nubile della madre ed esordì nel film televisivo del 2004 Dark Shadows, adattamento in film dell'omonima soap opera gotica, successivamente partecipò a diverse serie televisive, tra cui E.R. - Medici in prima linea, Veronica Mars, Law & Order - Il verdetto e Close to Home - Giustizia ad ogni costo, ma continuò a lavorare assiduamente in teatro, partecipando a rappresentazioni de Il giardino dei ciliegi, accanto alla collega Michelle Williams, e Salomè, presso il Wadsworth Theatre.

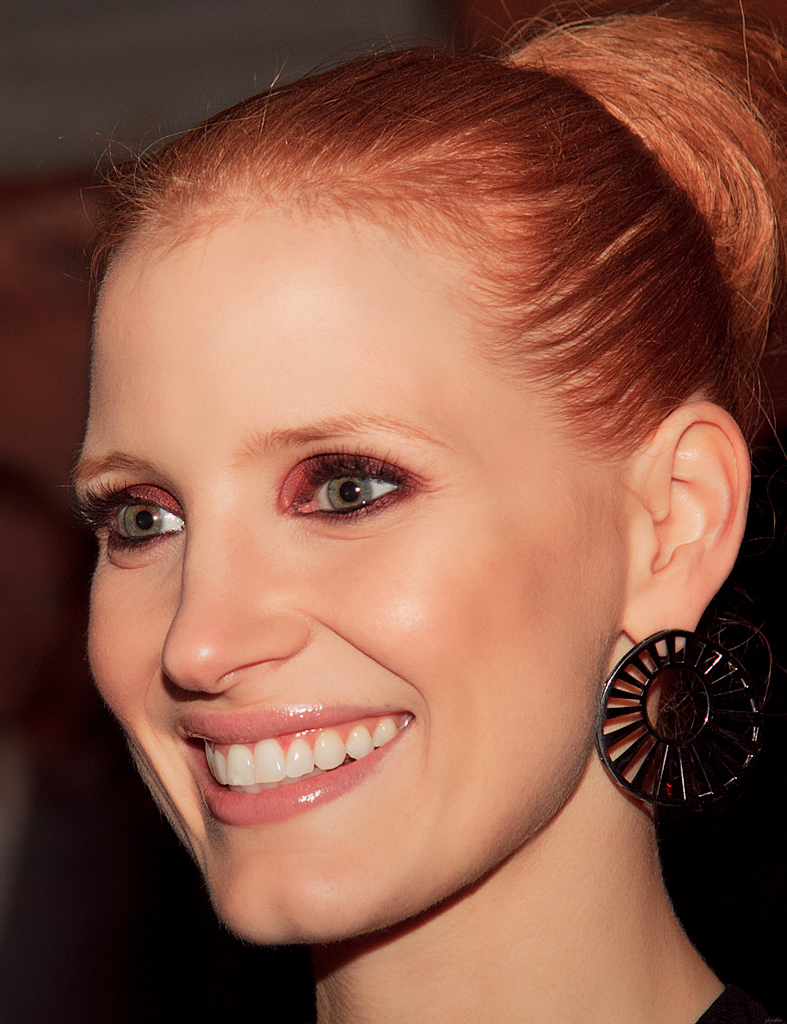
Jessica Chastain al Toronto International Film Festival 2011

Nel 2008 ottenne il suo primo ruolo cinematografico come protagonista nel film Jolene, per cui vinse il premio come miglior attrice al Seattle International Film Festival. Il film, diretto da Dan Ireland, è basato su un racconto di E. L. Doctorow e ispirato all'omonima canzone di Dolly Parton. La sua interpretazione è stata considerata l'unica nota positiva della pellicola. L'anno successivo ottenne un ruolo minore nel thriller Stolen - Rapiti, e interpretò Desdemona nella tragedia di Shakespeare Otello, accanto a John Ortiz e Philip Seymour Hoffman, presso il The Public Theatre di New York. Nel 2010 prese parte al thriller di spionaggio Il debito, diretto da John Madden, interpretando una giovane agente del Mossad inviata a Berlino Est negli anni sessanta per catturare un ex medico nazista che aveva condotto esperimenti medici nei campi di concentramento. Ha condiviso il suo ruolo con Helen Mirren, ritraendo il personaggio in diverse fasi della sua vita: le due lavorarono insieme prima delle riprese per perfezionare la voce e i manierismi del personaggio e renderli coerenti. Chastain inoltre prese lezioni di tedesco e Krav Maga quattro volte a settimana per quattro mesi, permettendo all'attrice di girare tutte le scene di lotta senza bisogno di controfigure. Nello stesso anno prese parte all'episodio Assassinio sull'Orient Express, della serie televisiva Poirot.
Il 2011 si rivelò un anno professionalmente importante, interpretò il ruolo di Virgilia nella pellicola Coriolanus, adattamento dell'omonima tragedia di Shakespeare diretta e interpretata da Ralph Fiennes. La pellicola fu presentata alla 61ª edizione del Festival di Berlino. La storia del film, pur rimanendo invariata nella trama e nei dialoghi, è stata trasportata in tempi moderni.
Nel mese di maggio si trovò a presentare due pellicole al Festival di Cannes, Take Shelter dove recita al fianco di Michael Shannon, interpretando Samantha, la moglie di un uomo che inizia ad avere visioni su terribili e violente tempeste che porteranno tensioni sia nel proprio matrimonio sia con gli abitanti della comunità. La seconda pellicola fu The Tree of Life, diretta da Terrence Malick in cui recitò il ruolo di un'amorevole madre sposata con un uomo molto severo interpretato da Brad Pitt, nel cast anche Sean Penn. Quest'ultima pellicola vinse la Palma d'oro al festival e permise all'attrice di raggiungere il successo. Fu Al Pacino a consigliare l'attrice a Malick per questa parte, che dopo averle fatto passare un provino le diede la parte. Su questo film l'attrice dichiarò: «È stato il punto più alto della mia vita».
Nel mese di settembre altri due film a cui prese parte vennero presentati al Festival di Venezia, Le paludi della morte (in concorso) e Wilde Salomé (fuori concorso), in cui recita accanto ad Al Pacino. Quest'ultima pellicola fu girata nel 2006, cinque anni prima essere stata presentata al festival. Durante la manifestazione veneziana l'attrice ricevette il premio Gucci Award for Women in Cinema 2011, consegnato annualmente alle donne che si sono distinte nel campo cinematografico. Fu la prima personalità a vincere il premio, nato proprio nel 2011.
Inoltre entrò nel cast di The Help, basato sull'omonimo romanzo di Kathryn Stockett e dove recita accanto a Emma Stone, Viola Davis e Octavia Spencer. Nella pellicola interpreta Celia Foote, un'aspirante socialite negli anni sessanta che instaura un'amicizia con la sua cameriera nera. Il ruolo era stato inizialmente offerto a Katy Perry, che dovette rinunciare a causa di impegni per la pubblicazione e promozione dell'album Teenage Dream. Per interpretare Celia, una donna dalle morbide curve, l'attrice dovette ingrassare di 8 kg sottoponendosi a una dieta ingrassante, mangiando grandi quantità di gelato di soia sciolto nel forno a microonde, «una cosa veramente orribile» a detta dell'attrice. Per questa parte ottenne la sua prima candidatura all'Oscar come miglior attrice non protagonista, premio vinto dalla compagna di set Octavia Spencer.
Nel 2012 doppiò il giaguaro Gia nel film d'animazione Madagascar 3 - Ricercati in Europa, per l'accento italiano dichiarò di essersi ispirata a vecchie interviste con Sophia Loren viste su YouTube. Prese parte al film Lawless, dove recitò accanto a Tom Hardy. Il film è ambientato in Virginia durante il periodo del proibizionismo, e narra la storia di tre fratelli della contea di Franklin coinvolti nel commercio clandestino di alcolici.

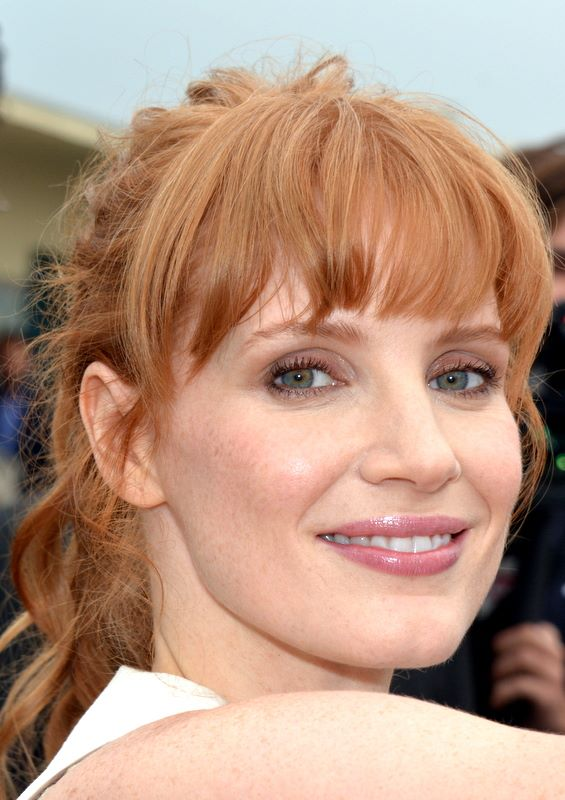
Jessica Chastain al Festival del cinema americano di Deauville 2014

Rifiutò il ruolo di Julia Rusakova nel film Oblivion, andato poi a Olga Kurylenko, per essere la protagonista di Zero Dark Thirty, film diretto e prodotto da Kathryn Bigelow che racconta i dieci anni di ricerche di una giovane donna al fine di trovare Osama bin Laden, grazie alla sua ottima interpretazione e alla versatilità dei ruoli interpretati nella sua carriera è stata paragonata all'attrice Meryl Streep. Per questo ruolo ricevette critiche positive, come Peter Travers che per Rolling Stone scrisse: «Jessica Chastain è una meraviglia», inoltre ottenne la sua seconda candidatura ai Oscar, ai SAG Awards, ai BAFTA e ai Golden Globe, premio che vinse per la prima volta il 13 gennaio 2013. Prese parte al film di Terrence Malick To the Wonder, ma le sue parti furono tagliate in sala montaggio. A causa di altri impegni rinunciò al ruolo da protagonista nel biografico Diana - La storia segreta di Lady D diretto da Oliver Hirschbiegel, ruolo che andò a Naomi Watts.
Nel 2013 interpretò la protagonista Annabel nell'horror La madre, prodotto da Guillermo del Toro e diretto da Andy Muschietti. Nella pellicola, basata su un cortometraggio che lo stesso regista realizzò nel 2008, interpreta una musicista costretta a prendersi cura della nipote problematica del suo ragazzo. L'attrice dichiarò di aver accettato il ruolo perché drasticamente diversa dai ruoli di "madre perfetta" che aveva interpretato in precedenza. Nello stesso anno recitò in La scomparsa di Eleanor Rigby, dramma diviso in due parti raccontato dal punto di vista di lui (James McAvoy, ovvero il protagonista) e di lei. Per interpretare al meglio il suo personaggio, ovvero una musicista, l'attrice si preparò emotivamente ascoltando la musica dei Misfits e di Lou Reed, oltre a prendere lezioni di batteria. Inoltre dal novembre 2012 a febbraio 2013 prese parte al revival teatrale de L'ereditiera a Broadway, dove ricoprì il ruolo di Catherine Sloper, una ragazza ingenua che si trasforma pian piano in una donna potente. L'attrice inizialmente era riluttante ad accettare il ruolo, temendo l'ansia che aveva dovuto affrontare durante le sue prime esibizioni sul palcoscenico.
Nel 2014 partecipò al drammatico Miss Julie, diretto da Liv Ullmann e basato sull'omonima opera di August Strindberg, assieme a Colin Farrell e Samantha Morton; la pellicola racconta la storia della giovane Julie, figlia di un conte, che cerca di sedurre il cameriere John innamorato di lei. Decide di prenderne parte in quanto interessata al punto di vista femminista intrapreso dalla regista. Prese parte al fantascientifico Interstellar di Christopher Nolan con Matthew McConaughey e Anne Hathaway, per cui ricevette molti consensi da parte della critica. Il film ebbe un grande successo anche al botteghino, incassando 677 milioni di dollari a fronte di un budget di 165 milioni di dollari e diventando uno dei più grandi successi dell'attrice. Inoltre è nel cast del thriller 1981: Indagine a New York di J. C. Chandor. Ambientato a New York nel 1981, anno in cui la città ha avuto il più alto tasso di criminalità, racconta la storia di un proprietario di una compagnia di olio combustibile (interpretato da Oscar Isaac) e della sua spietata moglie, interpretata dall'attrice. Per prepararsi al ruolo, studiò dizione con un allenatore per sviluppare l'accento di Brooklyn. Grazie a questo ruolo ricevette una nomination ai Golden Globe, agli Independent Spirit Awards e ai Critics' Choice Movie Awards. Nell'occasione di questi ultimi, le fu consegnato l'MVP Award per i traguardi raggiunti nel 2014.
Nel 2015 prese parte al film horror Crimson Peak, diretto da Guillermo del Toro, accanto a Mia Wasikowska, Tom Hiddleston e Charlie Hunnam; la pellicola narra la storia di una giovane donna che si lascia sedurre da un carismatico corteggiatore, il quale la conduce nella sua casa natale. Qui, la ragazza trova più di quanto si aspettasse, compresa una gelosa sorella e molti scheletri nascosti nell'armadio. Le scene in cui l'attrice suona il pianoforte furono eseguite da lei stessa, infatti prima delle riprese imparò a suonare il piano proprio per questo film. Nello stesso anno fu nel cast del fantascientifico Sopravvissuto - The Martian, la pellicola, diretta da Ridley Scott, narra la storia di un astronauta americano lasciato su Marte dal suo equipaggio che lo credeva morto in una tempesta di sabbia. Il film ebbe un ottimo successo al box office, incassando oltre 630 milioni di dollari.
Nel 2016 prese parte al film Il cacciatore e la regina di ghiaccio, spin-off di Biancaneve e il cacciatore, uscito nelle sale italiane nell'aprile 2016 e in cui interpreta Sara, un'impavida guerriera armata di arco che si innamora del cacciatore interpretato da Chris Hemsworth. Nello stesso anno fonda la Freckle Films, una casa di produzione creata in collaborazione con Elise Siegel. Ad agosto 2016 fu confermata come produttrice e protagonista del film basato sul videogioco Tom Clancy's The Division, assieme a Jake Gyllenhaal. Nel dicembre dello stesso anno fu protagonista del thriller politico Miss Sloane - Giochi di potere dove, diretta da John Madden, interpreta una lobbista determinata a lavorare affinché venga approvata una controversa legge sul controllo delle armi. Grazie a questo ruolo ottenne una candidatura ai Golden Globe come miglior attrice in un film drammatico. Nel novembre dello stesso anno lasciò le impronte di mani e piedi alla celebre Hand and Foot print Ceremony tenutasi al TLC Chinese Theatre di Hollywood, entrando a far parte della storia del cinema.

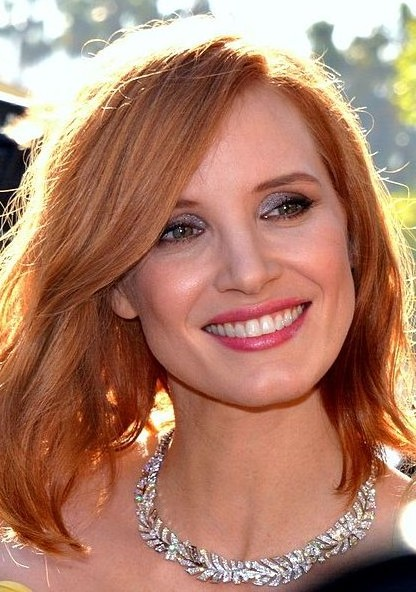
Jessica Chastain al Festival di Cannes 2016

Nel 2017 interpretò Antonina Żabińska, nel drammatico La signora dello zoo di Varsavia che durante la seconda guerra mondiale, assieme al marito Jan, direttore dello zoo di Varsavia, aiuta centinaia di ebrei a scampare alle persecuzioni naziste. Il film è tratto dal romanzo Gli ebrei dello zoo di Varsavia di Diane Ackerman. La pellicola ricevette critiche contrastanti, anche se Stephen Holden prese atto di come la performance «vigile e stratificata» di Chastain abbia rafforzato il film. Nel mese di maggio fece parte della giuria della 70ª edizione del Festival di Cannes, presieduta dal regista spagnolo Pedro Almodóvar. Durante l'esperienza da giurata l'attrice dichiarò di essere rimasta delusa dai personaggi femminili visti, definendo «vecchia e disturbante» la loro rappresentazione al cinema.
Presentò al Toronto Film Festival il biografico Woman Walks Ahead, diretto da Susanna While, in cui interpreta Catherine Weldon, una donna newyorchese che si trasferisce nella riserva naturale Standing Rock Reservation, nel Dakota, dove aiuterà la tribù dei Sioux e Toro Seduto a combattere per la propria terra e la sua gente. Nel novembre dello stesso anno fu protagonista della pellicola Molly's Game, diretta da Aaron Sorkin. Impersona Molly Bloom, una giovane sciatrice olimpica arrestata dall'FBI in quanto, diventata organizzatrice di un giro di poker clandestino di cui fanno parte nomi celebri di Hollywood, importanti uomini d'affari, campioni dello sport e, senza che lei ne fosse a conoscenza, la mafia russa. Grazie a quest'ultima interpretazione ricevette la sua quinta candidatura ai Golden Globe, come migliore attrice in un film drammatico, ma il premio fu vinto dall'attrice Frances McDormand. Inoltre comparve nel videoclip della canzone Family Feud di Jay-Z, tratta dall'album 4:44. Nel mese di novembre recitò accanto a diverse celebrità di Hollywood nella produzione teatrale di The Children's Monologues, in cui interpretò il monologo di una ragazza di 13 anni che è stata violentata da suo zio. L'evento raccolse fondi per il Dramatic Need, organizzazione benefica che aiuta i bambini africani a perseguire una carriera nelle arti.
Nel 2018 prese parte al primo film in lingua inglese di Xavier Dolan, La mia vita con John F. Donovan, ma le sue parti furono tagliate in sala di montaggio perché il personaggio fu definito incompatibile con la storia, e anche a causa dell'eccessiva durata della pellicola. Nel 2018 entrò nel cast di X-Men: Dark Phoenix nei panni della villain Vuk, un'aliena che cerca di manipolare Jean Grey per assorbirne l'enorme potere della Fenice Nera. L'uscita nelle sale, inizialmente prevista per il 2 novembre 2018, fu posticipata al 7 giugno 2019, e con un incasso internazionale di 252,4 milioni di dollari, registrò il peggior risultato al botteghino tra i film degli X-Men. Il ruolo da lei interpretato fu considerato dal critico cinematografico Peter Bradshaw «uno spreco dei suoi talenti», tanto da guadagnarsi una candidatura ai Razzie Awards come peggior attrice non protagonista. Nel settembre dello stesso anno interpretò Beverly "Bev" Marsh da adulta, nel sequel di It intitolato It - Capitolo due; per la sua interpretazione lavorò insieme a Sophia Lillis, che interpreta il suo stesso ruolo nel primo capitolo del film, in modo da rendere uguali i gesti e le espressioni del personaggio. L'accoglienza fu generalmente positiva e l'attrice fu considerata dalla critica Charlotte O'Sullivan di Evening Standard «opportunamente triste e sepolcrale».
Nello 2020 interpretò Ava Faulkner, una tossicodipendente in via di guarigione ed ex soldata diventata un'assassina, nel thriller d'azione Ava, distribuito on demand a partire dal 27 agosto. A settembre 2021 fu protagonista, insieme con Oscar Isaac, della miniserie Scene da un matrimonio, remake dell'omonima produzione svedese del 1973 di Ingmar Bergman. Vestì anche i panni della telepredicatrice Tammy Faye nel biografico The Eyes of Tammy Faye, moglie di un noto telepredicatore televisivo, per il cui ruolo dovette sottoporsi a pesanti sedute di trucco. Le due interpretazioni le valsero altrettante candidature al Golden Globe 2022, mentre per l'interpretazione di Tammy Faye si aggiudicò il Critics Choice Award, lo Screen Actors Guild Award e, infine, l'Oscar alla miglior attrice. Nel 2022 prese parte al thriller Secret Team 355, caratterizzato da un cast protagonista tutto al femminile, mentre nel 2023 tornò a recitare a Broadway nel ruolo di Nora in Casa di bambola; per la sua interpretazione ottenne candidature al Drama League Award, Outer Critics Circle Award, Drama Desk Award e Tony Award alla miglior attrice protagonista in un'opera teatrale.

## Immagine pubblica

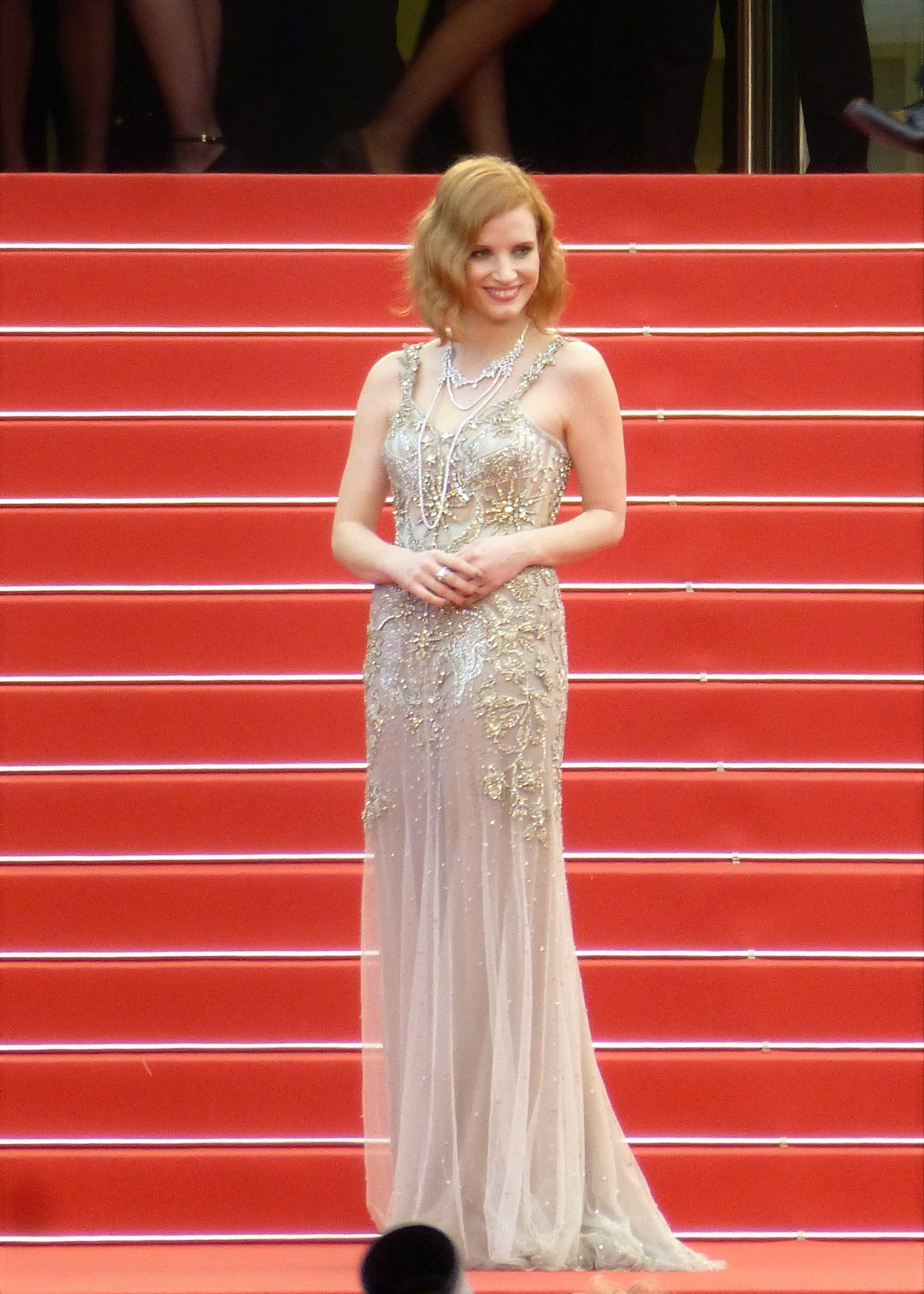
Jessica Chastain nel 2016

Pescetariana per buona parte della sua vita, è in seguito diventata vegana e, nel 2012, assieme all'attore Woody Harrelson, è stata nominata dalla PETA quale Sexiest Vegetarian dell'anno. L'attrice lavora spesso anche nel campo della moda: infatti dal 2012 al 2014 è stata testimonial del profumo Manifesto L'Eclat di Yves Saint Laurent. Nel gennaio del 2014 fu fotografata da Annie Leibovitz nei panni di Merida, protagonista del film d'animazione Ribelle - The Brave, per promuovere i parchi a tema Disney. L'anno successivo fu scelta come ambasciatrice globale della società svizzera di gioielleria e orologeria Piaget. Nel 2016 fu la protagonista della campagna Resort di Prada, in cui venne riconfermata anche per l'autunno/inverno 2017. In quest'ultimo anno fu tra le protagoniste del Calendario Pirelli, fotografata da Peter Lindbergh, insieme con altre attrici di Hollywood. E nel mese di luglio fu scelta come testimonial della fragranza Woman di Ralph Lauren.
Nel 2012 la rivista Time la inserì tra le 100 donne più influenti al mondo. Tra il 2012 e il 2014 fu inserita nell'elenco di AskMen delle donne più desiderabili, e nel 2015 la rivista Glamour la classificò come una delle donne meglio vestite.

### Attivismo
Dopo aver sofferto per il suicidio di sua sorella, l'attrice mira a creare consapevolezza sulla depressione e ad aiutare i malati, sostenendo l'organizzazione caritatevole To Write Love on Her Arms che promuove la salute mentale e aiuta studenti delle scuole superiori a superare i problemi di identità sessuale e a superare le insicurezze. Inoltre, essendo stata lei stessa da piccola presa in giro per i capelli rossi e le lentiggini, prende posizione contro il bullismo.
L'attrice è una femminista e spesso ha affrontato il problema della discriminazione delle donne e delle minoranze a Hollywood, sostenendo un maggiore equilibrio di genere sui set, non solo davanti alla macchina da presa ma anche nelle troupe cinematografiche e nelle posizioni di potere. Si è lamentata della scarsità di donne nell'ambito della critica cinematografica e che questo sia di ostacolo alla diffusione di una prospettiva più neutrale nel giudizio sui film. Inoltre si è unita alla battaglia per la parità dei sessi a Hollywood, dichiarando di non voler più accettare ruoli con compensi più bassi rispetto ai colleghi uomini. Nel 2017, in seguito al caso Harvey Weinstein, si mobilita a favore dell'associazione Time's Up, iniziativa nata per sensibilizzare l'opinione pubblica e dare sostegno a persone vittime di molestie sessuali nell'ambito lavorativo. A tale associazione ha donato 50 000 $. L'anno successivo prende parte, insieme con altre star di Hollywood, al documentario This Changes Everything, riguardante la scarsa rappresentazione delle donne nei film di Hollywood. Nel 2018 parlò in sostegno di Michelle Williams, che ricevette una retribuzione inferiore, solo l'1%, rispetto al suo co-protagonista Mark Wahlberg, per rigirare le scene di Tutti i soldi del mondo.

## Filmografia

### Attrice

#### Cinema
- Jolene, regia di Dan Ireland (2008)
- Stolen - Rapiti (Stolen), regia di Anders Anderson (2009)
- Il debito (The Debt), regia di John Madden (2010)
- Take Shelter, regia di Jeff Nichols (2011)
- Coriolanus, regia di Ralph Fiennes (2011)
- The Tree of Life, regia di Terrence Malick (2011)
- The Help, regia di Tate Taylor (2011)
- Le paludi della morte (Texas Killing Fields), regia di Ami Canaan Mann (2011)
- Lawless, regia di John Hillcoat (2012)
- Zero Dark Thirty, regia di Kathryn Bigelow (2012)
- Tar, registi vari (2012)
- La madre (Mama), regia di Andrés Muschietti (2013)
- La scomparsa di Eleanor Rigby (The Disappearance of Eleanor Rigby), regia di Ned Benson (2013)
- Miss Julie, regia di Liv Ullmann (2014)
- Interstellar, regia di Christopher Nolan (2014)
- 1981: Indagine a New York (A Most Violent Year), regia di J. C. Chandor (2014)
- Sopravvissuto - The Martian (The Martian), regia di Ridley Scott (2015)
- Crimson Peak, regia di Guillermo del Toro (2015)
- Il cacciatore e la regina di ghiaccio (The Huntsman: Winter's War), regia di Cedric Nicolas-Troyan (2016)
- Miss Sloane - Giochi di potere (Miss Sloane), regia di John Madden (2016)
- La signora dello zoo di Varsavia (The Zookeeper's Wife), regia di Niki Caro (2017)
- Molly's Game, regia di Aaron Sorkin (2017)
- Woman Walks Ahead, regia di Susanna White (2017)
- X-Men: Dark Phoenix (Dark Phoenix), regia di Simon Kinberg (2019)
- It - Capitolo due (It: Chapter Two), regia di Andrés Muschietti (2019)
- Ava, regia di Tate Taylor (2020)
- Gli occhi di Tammy Faye (The Eyes of Tammy Faye), regia di Michael Showalter (2021)
- The Forgiven, regia di John Michael McDonagh (2021)
- Secret Team 355 (The 355), regia di Simon Kinberg (2022)
- Armageddon Time - Il tempo dell'apocalisse (Armageddon Time), regia di James Gray (2022) - cameo[113]
- The Good Nurse, regia di Tobias Lindholm (2022)
- Memory, regia di Michel Franco (2023)
- Mothers' Instinct, regia di Benoît Delhomme (2024)
- Dreams, regia di Michel Franco (2025)

#### Televisione
- E.R. - Medici in prima linea (ER) – serie TV, episodio 10x16 (2004)
- Veronica Mars – serie TV, episodio 1x07 (2004)
- Dark Shadows, regia di P. J. Hogan – film TV (2005)
- Law & Order - Il verdetto (Law & Order: Trial by Jury) – serie TV, 4 episodi (2005-2006)
- Close to Home - Giustizia ad ogni costo (Close to Home) – serie TV, episodio 1x13 (2006)
- The Evidence – serie TV, episodio pilota (2006)
- Blackbeard, regia di Kevin Connor – film TV (2006)
- Journeyman – serie TV, episodio 1x02 (2007)
- Poirot (Agatha Christie's Poirot) – serie TV, episodio 12x04 (2010)
- Scene da un matrimonio (Scenes from a Marriage) – miniserie TV, 5 puntate (2021)
- George & Tammy – miniserie TV, 6 puntate (2022)

#### Cortometraggi
- The Westerner, regia di Ned Benson (2010)

#### Documentari
- Wilde Salomé, regia di Al Pacino (2011)
- This Changes Everything, regia di Tom Donahue (2018)

#### Videoclip
- Family Feud - Jay-Z (2017)

### Produttrice
- The Westerner, regia di Ned Benson (2010)
- La scomparsa di Eleanor Rigby (The Disappearance of Eleanor Rigby), regia di Ned Benson (2013)
- Ava, regia di Tate Taylor (2020)
- Gli occhi di Tammy Faye (The Eyes of Tammy Faye), regia di Michael Showalter (2021)
- Secret Team 355 (The 355), regia di Simon Kinberg (2022)

#### Produttrice esecutiva
- La signora dello zoo di Varsavia (The Zookeeper's Wife), regia di Niki Caro (2017)
- I Am Jane Doe, regia di Mary Mazzio (2017)
- Scene da un matrimonio (Scenes from a Marriage) – miniserie TV, 5 puntate (2021)

### Doppiatrice
- Madagascar 3 - Ricercati in Europa (Madagascar 3: Europe's Most Wanted), regia di Eric Darnell e Conrad Vernon (2012)
- I Am Jane Doe, regia di Mary Mazzio (2017) - Documentario

## Teatro
- Romeo e Giulietta di William Shakespeare, regia di Robert Kelley. Mountain View Center for the Performing Arts di Mountain View (1998)
- Il giardino dei ciliegi di Anton Čechov, regia di Michael Greif. Williamstown Theatre Festival di Williamstown (2004)
- Rodney's Wife testo e regia di Richard Nelson . Playwrights Horizons dell'Off Broadway (2004)
- Salomè di Oscar Wilde, regia di Estelle Parsons. Wadsworth Theatre di Los Angeles (2006)
- Otello di William Shakespeare, regia di Peter Sellars. The Public Theatre dell'Off Broadway (2009)
- L'ereditiera di Ruth e Augustus Goetz, regia di Moisés Kaufman. Walter Kerr Theatre di Broadway (2012)
- The Children's Monologues di autori vari, regia di Danny Boyle. Carnegie Hall di New York (2017)
- Casa di bambola di Henrik Ibsen, regia di Jamie Lloyd. Hudson Theatre di Broadway (2023)

## Riconoscimenti
Nel corso della sua carriera l'attrice è stata nominata ai premi cinematografici più prestigiosi: si è aggiudicata il Premio Oscar alla terza candidatura complessiva ed è stata candidata due volte ai BAFTA e sette ai Golden Globe, vincendone uno nel 2013 come miglior attrice in un film drammatico per la sua interpretazione in Zero Dark Thirty. Ha inoltre vinto due Satellite Awards (su quattro candidature) e tre Screen Actors Guild Awards (su cinque candidature).

## Doppiatrici italiane
Nelle versioni in italiano delle opere in cui ha recitato, Jessica Chastain è stata doppiata da:
- Chiara Colizzi in Poirot, Il debito, Coriolanus, Lawless, Zero Dark Thirty, La madre, La scomparsa di Eleanor Rigby, Interstellar, 1981: Indagine a New York, Il cacciatore e la regina di ghiaccio, Miss Sloane - Giochi di potere, Molly's Game, The Forgiven, Secret Team 355, George & Tammy, Mothers' Instict
- Chiara Gioncardi in Sopravvissuto - The Martian, Crimson Peak, It - Capitolo due, Ava, Scene da un matrimonio, Armageddon Time - Il tempo dell'apocalisse, Memory
- Ilaria Stagni in The Help, La signora dello zoo di Varsavia, Gli occhi di Tammy Faye, The Good Nurse
- Valentina Mari in The Tree of Life, Le paludi della morte
- Barbara Pitotti in E.R. - Medici in prima linea
- Barbara De Bortoli in Close to Home - Giustizia ad ogni costo
- Emanuela D'Amico in Take Shelter
- Ivana Pantaleo in Wilde Salomé
- Federica De Bortoli in Tar
- Gaia Bolognesi in Miss Julie
- Eva Padoan in X-Men: Dark Phoenix

Da doppiatrice è sostituita da:
- Chiara Gioncardi in Madagascar 3 - Ricercati in Europa